# Salicylsyreoverfølsomhed
Salicylsyreoverfølsomhed, også kendt som salicylsyreintolerance, er de reaktioner der kan optræde når en normal mængde salicylsyre introduceres i en persons krop. Mennesker med salicylsyre intolerance er ikke i stand til at indtage en normal mængde af salicylater uden at der optræder negative reaktioner.
Salicylater er derivater af salicylsyre som er naturligt forekommende i planter. De fungerer som et naturligt immunhormon og beskytter planten mod sygdomme, insekter, svampe og skadelige bakterier.
Salicylater findes også i mange former for medicin, kosmetik, cremer og konserveringsstoffer.
Både naturlige og syntetiske salicylater kan hos alle give helbredsproblemer hvis de indtages i store doser. Men for mennesker med salicylsyre intolerance kan endda små doser af salicylater forårsage negative reaktioner.

## Terminologi
Afhængigt af om salicylatet forekommer i fødevarer eller medicin, kan det beskrives som en fødevareintolerance eller en medicinintolerance.
Salicylsyre overfølsomhed er en farmakologisk reaktion, ikke en allergi.  Men det er muligt for acetylsalicylsyre at trigge overfølsomheds reaktioner. 5 – 10% af astmatikere  reagerer allergisk på acetylsalicylsyre.
Samters triade er en kombination af acetylsalicylsyre intolerance, næsepolypper og astma.

## Symptomer
De mest almindelige symptomer på salicylsyre overfølsomhed er:
- Mavesmerter
- Kløe, nældefeber
- Astma eller åndedrætsbesvær
- Angioødem
- Hovedpine
- Opsvulmen af hænder, fødder ,øjenlåg, ansigt og /eller læber
- Træthed
- Bihulebetændelse
- Næsepolypper
- Hyperaktivitet
- Koncentrationsbesvær
- Depression

## Behandling
Da der ikke er in vitro metoder eller hudtest metoder til at teste for salicylsyre overfølsomhed er provokationstest en metode til at opnå en pålidelig diagnose. 
En komplet eliminering af salicylsyre fra kost og omgivelser i 4 til 6 uger kan formindske eller fjerne ovenstående symptomer. Efter denne tidsperiode kan mange med salicylsyreoverfølsomhed tåle at indtage mindre mængder af salicylsyre i kosten i ny og næ uden at symptomerne vender tilbage
De personer, der er ekstremt følsomme for salicylsyre skal undgå salicylater så meget som muligt. Da salicylsyre forekommer i mange fødevarer er det svært at sammensætte en kost helt uden salicylsyre og de fleste diæter tillader derfor et lavt indhold af salicylsyre.